# Aton

Simbolul zeului Aton - soarele

În mitologia Egiptului Antic, Aton sau Aten (egipteană: jtn) era o veche divinitate care personifica discul solar. În secolul al XIV-lea î.Hr., faraonul Akhenaton (Amenophis al IV -lea, soțul celebrei regine Nefertiti) a încercat să impună monoteismul și venerarea lui Aton ca singurul zeu. Însă după moartea faraonului, succesorul său Tutankhamon revine la vechiul cult politeist.
Într-o perioadă în care omenirea era de religie politeistă, Aton este primul zeu din istoria omenirii căruia i se închină toată lumea. El a fost un zeu unic suprem prin excelență. Nu numai că mulți au renunțat la religia politeistă pentru a i se închina numai lui, dar religia sa permitea ca oricine să o poată adopta, neexistând restricții. Este reprezentat sub forma soarelui, însă nu a soarelui la care egiptenii se închinau până atunci. Acest soare strălucea și îmbia cu razele lui pe absolut toți locuitorii regatului său, dar și pe locuitorii regatelor ce se întindeau dincolo de granițele cetății.

## Imnul zeului Aton
Cel mai semnificativ imn către zeul Aton a fost compus la mijlocul secolului al XIV-lea î.Hr. se pare, de către însuși faraonul Akhenaton. Puterea creatoare a lui Aton este în centrul imnului; viața pe Pământ fiind posibilă doar cu ajutorul zeului. 
Textul de mai jos a fost publicat de Philipp Vandenberg în Nefertiti: An Archaeological Biography ‎(1978), cartea fiind tradusă și în limba română sub titlul de Nefertiti, Editura Meridiane (1980) și Nefertiti: O biografie arheologică, Editura Saeculum I.O. (2006).

Strălucirea Ta este frumoasă la marginea cerului,
O, Aton cel plin de viață, care a trăit cel dintâi!
Când te ridici la marginea estică a cerului,
Cuprinzi fiecare țară cu frumusețea ta,
Deoarece ești frumos, mare și strălucitor, ești sus deasupra pământului :
Razele tale îmbrățișează țările, da, tot ce ai făcut Tu.
Tu ești Ra și i-ai prins pe toți în tine;
Îi încătușezi prin iubirea ta.
Deși ești departe, razele Tale sunt totuși pe pământ;
Deși ești acolo sus, picioarele tale înseamnă zi!
Noaptea
Când apui la marginea vestică a cerului,
Lumea se află în întuneric, de parcă ar fi moartă.
Ei dorm în încăperile lor,
Capetele lor sunt învăluite,
Nasurile lor le sunt înfundate și nici unul nu îl vede pe celălalt.
Sunt furate toate bunurile lor, care se găsesc sub capetele lor,
Fără ca ei să știe.
Fiecare leu iese din cușca sa,
Toți șerpii mușcă
Domnește întunericul, lumea este sub tăcere;
Cel ce a creat-o a plecat la marginea cerului să se odihnească.

Ziua și omul
Luminos este pământul,
Când răsari la marginea cerului,
Când tu, Aton, apari ziua.
Întunericul este alungat când îți întinzi razele,
Ambele țări te sărbătoresc zilnic,
Veghind și stând pe picioarele lor,
Căci tu i-ai făcut să se trezească.
Se spală și se îmbracă;
Brațele lor se ridică în rugăciune când răsari Tu.
Toți oamenii își fac treaba lor.

Ziua și animalele și plantele
Toate vitele sunt mulțumite de fân,
Toți copacii înfloresc,
Păsărelele ciripesc
Și aripile lor se ridică în rugăciune spre Tine. 
Toate oile sunt săltărețe,
Toate păsărelele, tot ce mișcă –
Trăiește când tu ai răsărit deasupra.

Ziua și apa
Corăbiile merg în susul apei și în josul ei,
Fiecare drum este deschis pentru că Tu luminezi.
Peștii din râu sar spre Tine,
Razele Tale sunt în mijlocul mării celei mari.

Crearea omului
Tu ești cel care creezi băiatul în femei,
Care ai făcut sămânța în bărbați;
Care dă viață fiului în pântecul mamei sale,
Care îl liniștești să nu plângă,
Tu, doică în trupul mamei.
Cel ce dă suflu ca să trezești totul la viață, tot ce ai făcut,
Ieși din trup, [...] în ziua nașterii,
Îi deschizi gura ca să vorbească,
Îi dai tot ce are nevoie.

Crearea animalelor
Puiul piuie în coajă deja,
Tu îi dai aer ca să-l trezești la viață.
Când l-ai făcut să crească destul
Ca să poată sparge coaja
El iese din ou
Să piuie cum poate;
Fuge deja pe propriile picioare,
Când a ieșit din ou.

Întreaga facere
Cât de diverse sunt toate lucrările Tale,
Ele sunt culese de noi,
O, Tu, singurul zeu a cărui putere nu o întrece nici un altul,
Tu ai făcut pământul după voință,
Pe vremea când erai singur :
Oamenii, toate vitele, mari și mici,
Tot ce se află pe pământ,
Ce se mișcă pe propriile picioare;
Tot ce este acolo sus, ce zboară cu aripile.
Țările Siria și Nubia
Și țara Egipt; Tu așezi pe fiecare la locul său
Și îi dai ceea ce are nevoie.
Fiecare are avutul său,
Zilele sunt numărate.
Limbile lor vorbesc diferite graiuri,
Diferă și statura și culoarea,
Da, Tu ai deosebit oamenii.

Udarea pământului
Ai creat Nilul în lumea de dincolo,
L-ai condus afară după placul Tău,
Pentru a ține oamenii în viață,
Așa cum i-ai făcut,
Tu, atoate stăpânul!
Tu, soare al zilei, adulat în fiecare țară îndepărtată,
Tu creezi și viața lor.
Ai așezat un Nil pe ceruri,
Ca să cadă de acolo pentru ei.
Valurile lovesc munții precum marea
Uzi câmpiile și orașele lor.
Cât de mărețe sunt planurile Tale, Tu stăpân al veșniciei
Nilul din cer este pentru țări străine
Și pentru sălbăticiunile deșertului, care merg pe picioarele lor;
Nilul (adevărat) izvorăște din lumea de dincolo pentru Egipt.
Astfel razele Tale hrănesc fiecare grădină
Când te urci pe cer, ele trăiesc și cresc pentru Tine.

Anotimpurile
Tu faci anotimpurile, pentru a face toate lucrările Tale,
Iarna ca să răcorești și căldura toridă (a verii).
Ai făcut îndepărtatul cer pentru a merge pe el,
Pentru a vedea tot ce ai făcut,
Pe vremea când erai singur
Strălucind în ființa Ta, precum un Aton plin de viață,
Răsărind, strălucind , îndepărtându-te și revenind.

Frumusețe prin lumină
Din Tine ai făcut milioane de ființe.
În orașe, sate și așezări
Pe drumuri sau în râu—
Când ești soarele zilei deasupra pământului.

Aton și regele
Ești în inima mea,
Nu există altul care să te cunoască,
În afară de fiul tău, Akhenaton.
L-ai făcut familiar cu planurile Tale
Și cu puterea Ta.
Lumea este în mâna Ta
După cum ai făcut-o.
Când ai răsărit, ei (oamenii) trăiesc,
Când apui ei mor. 
Căci Tu ești durata vieții
Se trăiește prin Tine.
Toți ochii privesc frumusețea Ta până ce apui.
Lucrul încetează,
Când apui la vest.
Când te ridici, i-ai ridicat pe ei,
I-ai ridicat pentru fiul Tău,
Care a ieșit din Tine însuți,
Regele, ce trăiește din adevăr.
Stăpânul ambelor țări Nefer-Kheperu-Re, Ua-en-Ra,
Fiul lui Ra, care trăiește din adevăr,
Stăpânul coroanelor, Akhenaton, a cărui viață este lungă;
(Și pentru) marea soție a regelui, cea iubită de el, 
Stăpâna ambelor țări Nefer-neferu-Aton (Nefertiti),
Ea trăiește și înflorește întotdeauna și pe vecie.

### Similarități dintre Imnul lui Aton și Psalmii 104 și 145
Unii teologi deduc o influență egipteană a unor psalmi din Biblie, părți din Psalmii 104 și 145 fiind considerate ecouri ale imnului zeului unic, Aton.
Psalmul 104
„Lăudați pe Domnul și chemați numele Lui; vestiți între neamuri lucrurile Lui.
Cântați-I și-L lăudați pe El; spuneți toate minunile Lui. Lăudați-vă cu numele cel sfânt al Lui; veselească-se inima celor ce caută pe Domnul.
Căutați pe Domnul și vă întăriți; căutați fala Lui, pururea.” [...]
Psalmul 145
„Laudă, suflete al meu, pe Domnul.
Lăuda-voi pe Domnul în viața mea, cânta-voi Dumnezeului meu cât voi trăi. [...]
Cel ce a făcut cerul și pământul, marea și toate cele din ele; [...]
Împărăți-va Domnul în veac, Dumnezeul tău, Sioane, în neam și în neam.”